# ルアンパバーン県
ルアンパバーン県（ルアンパバーンけん）はラオスの北部にある県の一つ。県庁所在地はルアンパバーン。

## 名称の由来
- 「ムアン」は「町」、「パバーン」は「パバーン仏（英語版）」の意味で、あわせて「パバーン仏の町」という意味になる。
- タイ語の呼称の名残でルアン・プラバンと呼ばれることもあるが、現地の発音はルアンパバーンというラオス式である。

## 地理
ベトナムのソンラ省とディエンビエン省に接している。

## 歴史
- 古くはムアン・スワー（英語版）と呼ばれていた。
- 1707年 ラーンサーン王朝の分裂によって、ルアンパバーン王国が建国された。しかし、王権がラーンサーン王朝時代よりも弱くなり、シャムやビルマに様々な貢献を求められた。
- 1887年 黒旗軍による壊滅的な打撃をきっかけに、ルアンパバーン王国はフランスの保護を受け入れた。
- 1949年 ルアンパバーン王国が解体され、フランス連合ラオス王国に組み込まれた。

## 交通
鉄道
- ラオス中国鉄道
  - ルアンパバーン駅 - シェングン駅 - ポウクン駅

## 文化
ルアンパバーンはユネスコの世界遺産（文化遺産、ルアンパバーンの町）に登録されている。

## 行政区分
1. 06-09 チョームペット郡（英語版）
2. 06-01 ルアンパバーン郡
3. 06-05 ナムバーク郡（英語版）
4. 06-03 ナーン郡（英語版）
5. 06-06 ゴーイ郡（英語版）
6. 06-07 パークセーン郡（英語版）

1. 06-04 パークウー郡（英語版）
2. 06-08 ポーンサイ郡（英語版）
3. 06-11 プークーン郡（英語版）
4. 06-10 ウィエンカム郡（英語版）
5. 06-02 シエングム郡（英語版）
6. 06-12 ポーントーン郡（ラーオ語版）